# 1999 en Norvège
Chronologie de la Norvège
- 1995
- 1996
- 1997
- 1998
- 1999
- 2000
- 2001
- 2002
- 2003

Cet article présente les faits marquants de l'année 1999 en Norvège ou relatifs à la Norvège.

## Gouvernance
- Harald V est roi de Norvège.
- Kjell Magne Bondevik est le chef du gouvernement.

## Sport
- Le Championnat du monde de hockey sur glace 1999 se joue, selon les groupes dans différentes villes et sur plusieurs dates. Le mondial A a lieu du 1er au 16 mai dans les villes de Oslo, Hamar et Lillehammer en Norvège.
- Le Championnat du monde féminin de handball 1999 a eu lieu du 29 novembre au 12 décembre 1999, en Norvège et au Danemark.
- La saison 1999 du Championnat de Norvège de football était la 37e édition de la première division norvégienne à poule unique, la Tippeligaen. Les 14 clubs de l'élite jouent les uns contre les autres lors de rencontres disputées en matchs aller et retour.
- Les Championnats du monde de biathlon se sont tenus à Kontiolahti (Finlande) au mois de février et à Oslo (Norvège) au mois de mars.

## Culture
- Les Aventures de Tsatsiki (Tsatsiki, morsan och polisen),  film suédois réalisé par Ella Lemhagen, sorti en 1999.
- Ma grand-mère repassait les chemises du roi (My Grandmother Ironed the King's Shirts), court métrage d'animation de Torill Kove, créé en Montréal et coproduit par MikroFilm AS de Norvège et l'Office national du film du Canada.
- Magnetisørens femte vinter ([Le Cinquième hiver du magnétiseur], The Magnetizer’s Fifth Winter), film dramatique dano-norvégien-suédois écrit et réalisé par Morten Henriksen et sorti en 1999. Le scénario du film est basé sur le roman du même nom de Per Olov Enquist.
- Sofies verden (qui signifie en norvégien « Le Monde de Sophie »), film suédo-norvégien réalisé par Erik Gustavson et sorti en Norvège en 1999. C'est une adaptation cinématographique du roman du même nom de Jostein Gaarder racontant la découverte de la philosophie par une petite fille dans une intrigue plus générale policière.

## Naissances
- Naissance en Norvège en 1999

## Décès
- Décès en Norvège en 1999